# The Real Adventures of Jonny Quest
A Jonny Quest (eredeti cím: The Real Adventures of Jonny Quest) 1996–1997 között sugárzott amerikai animációs sci-fi kalandsorozat, amelyet Peter Lawrence és Takashi Masunaga alkotott meg a Jonny Quest franchise tagjaként. A sorozatban található világot számítógéppel animálták, így a műsor fejlesztése hosszú időt vett igénybe az 1990-es évek technológiai korlátai miatt. A sorozat két évadot élt meg, összesen 52 epizóddal. Az Amerikai Egyesült Államokban eredetileg 1996. augusztus 26-ától 1997. április 16-áig sugározták. Az USA-ban és Olaszországban több csatorna is műsorra tűzte. Magyarországon a Cartoon Network mutatta be.

## Cselekmény
A sorozat három tizenéves kalandor – Jonny Quest, Hadji Singh és Jessie Bannon – történetét követi nyomon, akik csatlakoznak Jonny apjához, Dr. Benton Questhez és Jessie testőréhez, Race Bannonhoz.

## Szereplők
| Szerep                 | Eredeti hang    |
| ---------------------- | --------------- |
| Jonathan „Jonny” Quest | J. D. Roth      |
| Dr. Benton C. Quest    | George Segal    |
| Roger T. „Race” Bannon | Robert Patrick  |
| Hadji Singh            | Michael Benyaer |